# Сальгар Морено, Эусторгио
Эусторгио Сальгар Морено (исп. Eustorgio Salgar Moreno, 1 ноября 1831, Богота, Колумбия — 25 ноября 1885, там же) — колумбийский военный, политический и государственный деятель, дипломат. Президент Соединённых Штатов Колумбии (1870—1872).

## Биография
Изучал юриспруденцию в университете Боготы. В 1851 году, в возрасте 20 лет стал адвокатом.
В 1853 — губернатор провинции Гарсия-Ровира, а после её объединения с Памплоне в 1855 занял пост губернатора вновь объединенной провинции (до 1858). В течение этого времени, Сальгар избирался членом сената Гранадской конфедерации, через год стал губернатором Суверенного штата Сантандер.
В 1859 году вступил в армию генерала Томаса Сиприано де Москера. В чине генерала участвовал в войне 1860—1862 годов против войск президента Мариано Оспина Родригеса. В одном из боев попал в плен и был осужден за повстанческую деятельность. В тюрьме находился до 31 марта 1861 года, когда войска генерала Москера штурмом взяли Боготу.
В 1864 году министр финансов. В 1864—1867 годах был послом в США.
Во время президентских выборов 1870 года, радикальное крыло либеральной партии выдвинуло Сальгара своим кандидатом. Получив большинство голосов избирателей, был избран президентом на двухлетний срок.
1 апреля 1870 года приступил к исполнению президентских обязанностей.
За время президентства основал и способствовал развитию первой железнодорожной компания Колумбии. Начал борьбу с коррупцией и принимал меры, призванные обеспечить социальную защищенность колумбийцев.
1 апреля 1872 года передал президентский пост Мануэлю Мурильо Торо.
Похоронен на Центральном кладбище Боготы.